# No digas que fue un sueño
No digas que fue un sueño es una novela de Terenci Moix publicada en el año 1986, año en que obtuvo el Premio Planeta. Es una novela romántica sobre el fondo histórico de los últimos años del Egipto ptolemaico, y su conversión en provincia romana en el siglo I a. C.
Esta novela fue un gran éxito de ventas (más de un millón de ejemplares vendidos) y tuvo su continuación en El sueño de Alejandría.

## Argumento
La reina Cleopatra, la última gran reina de Egipto, que acaba de ser abandonada por su amante, Marco Antonio, recorre el Nilo en la barca real, dando rienda suelta a su dolor. Marco Antonio, triunviro de Roma, junto a Octavio Augusto y Lépido ha acudido a Roma para, en aras de la conveniencia política, casarse con Octavia, la hermana de su colega y amigo Octavio. Tras su marcha, Cleopatra ha dado a luz a los gemelos habidos con Antonio, Alejandro Helios y Cleopatra Selene II. Sin embargo, la relación de Antonio con Octavio se deteriora, su carrera política se atasca, y como añora a Cleopatra, tras fracasar en su campaña asiática contra los partos, vuelve a Alejandría, la capital de Cleopatra, y se casa con ella, aunque sin repudiar a Octavia.
Cleopatra sueña con que su hijo Cesarión, habido de una anterior relación con Julio César, se convierta en «rey de reyes» de todo Oriente. Para ello, convence a Antonio de que debe oponerse a Octavio, y a Roma. Antonio y Octavio se enfrentan en la decisiva batalla de Accio, y Antonio sufre una tremenda derrota naval. Después de eso, Antonio y Cleopatra comprenden que sus días y los de Egipto están contados.